# Podul pe A3 peste râul Sava
Podul peste Sava este situat între nodurile Kosnica⁠(d) și Ivanja Reka⁠(d) ale autostrăzii A3, lângă Zagreb, în Croația, și traversează râul Sava. Are 1.064,5 m lungime și cuprinde patru benzi de circulație și două benzi de urgență. Lucrările de construcție la podul peste Sava au început în 1977, iar podul a fost deschis circulației în 1981. La data finalizării lui, podul era cel mai mare pod cu grinzi prefabricate ca suprafață din Croația. Podul a fost proiectat de Zvonimir Lončarić și construit de Hidroelektra Zagreb.

## Descriere
Podul este format din trei secțiuni majore. Viaductul sudic de acces este format din grinzi prefabricate din beton armat de 39 m sprijinite liber pe lagăre din neopren deasupra capete de pilă, cu deschidere de 40 m. Secțiunea propriu-zisă a podului este formată din console și grinzi prefabricate suspendate din beton armat de 39 m și are 328,5 m lungime. Viaductul sudic de acces stă pe o structură identică cu cea de pe malul nordic, cu excepția faptului că este mai scurtă, de 204 m. Pilele podului sunt subțiri pentru a minimiza orice perturbare a cursului râului Sava. Fundațiile podului sunt executate pe piloți „Benoto”. Podul este executat ca două structuri paralele – fiecare ținând câte un sens de autostradă.
Podul este situat într-o curbă orizontală care cuprinde pe o lungime de 4.000 m și o curbă verticală convexă cu raza de 20.000 m, traversând râul la un unghi de 76 de grade față de albia râului. Din cazua traversării în unghi oblic, în punctul de trecere albia râului este traversată pe o lungime de 230 m. Suprafața platformei prezintă o înclinare simetrică de 2% față de maluri.
Între anii 2005 și 2010 s-a efectuat o reabilitare minuțioasă a podului pentru remedierea unor detalii, neajunsuri de execuție consemnate încă din 1981 și daune produse de utilizarea intensivă a sării pentru prevenirea derapajelor pe timpul iernii.

## Volumul de trafic
Volumul traficului care utilizează podul peste Sava nu este raportat în mod regulat de Hrvatske ceste⁠(d) în buletinul anual privind volumul traficului rutier croat. Astfel de informații sunt colectate din când în când și puse la dispoziție prin diverse studii publicate, fie de către primăria Zagrebului, fie de Hrvatske ceste. Un studiu legat de o variantă de centură propusă pentru nordul Zagrebului specifică un trafic mediu zinlic anual (MZA)⁠(d) de 36.393 pe secțiunea de autostradă A3 care cuprinde podul. Această cifră era valabilă pentru anul 2004, iar tronsoanele adiacente de autostradă, în care MZA este publicat în mod regulat, prezintă o creștere de 30% a traficului între 2004 și 2009 și ar fi de așteptat să existe o creștere similară a volumului de trafic pe pod.
| Volumul traficului pe podul Dobra |                      |        |                    |                                            |
| Drum                              | Punctul de recenzare | MZA    | MZV                | Note                                       |
| A3                                | -                    | 36.393 | nu este disponibil | Între nodurile Buzin și Ivanja Reka (2004) |